# Kujavy
Kujavy är en ort i Tjeckien. Den ligger i den östra delen av landet, 260 km öster om huvudstaden Prag. Kujavy ligger 254 meter över havet och antalet invånare är 548.
Terrängen runt Kujavy är platt österut, men västerut är den kuperad. Runt Kujavy är det ganska tätbefolkat, med 248 invånare per kvadratkilometer. Närmaste större samhälle är Nový Jičín, 12,4 km söder om Kujavy. Trakten runt Kujavy består till största delen av jordbruksmark.